# Guvernul Nicolae Golescu
Guvernul Nicolae Golescu a fost un consiliu de miniștri care a guvernat Principatele Unite ale Moldovei și Țării Românești în perioada 1 mai - 15 noiembrie 1868.

## Componență
- Președintele Consiliului de Miniștri

Nicolae Golescu (1 mai - 15 noiembrie 1868)
- Ministrul de interne

Ion C. Brătianu (1 mai - 12 august 1868)
ad-int. Anton I. Arion (12 august - 2 noiembrie 1868)
Anton I. Arion (2 - 15 noiembrie 1868)
- Ministrul de externe

Nicolae Golescu (1 mai - 15 noiembrie 1868)
- Ministrul finanțelor

ad-int. Ion C. Brătianu (1 mai - 12 august 1868)
Ion C. Brătianu (12 august - 15 noiembrie 1868)
- Ministrul justiției

Anton I. Arion (1 mai - 2 noiembrie 1868)
Constantin Eraclide (2 - 15 noiembrie 1868)
- Ministrul de război

Colonel Gheorghe Adrian (1 mai - 12 august 1868)
ad-int. Ion C. Brătianu (12 august - 15 noiembrie 1868)
- Ministrul cultelor și instrucțiunii publice

Dimitrie Gusti (1 mai - 15 noiembrie 1868)
- Ministrul lucrărilor publice

Panait Donici (1 mai - 15 noiembrie 1868)

## Articole conexe
- Guvernul Nicolae Golescu (București)
- Guvernul Ștefan Golescu (București)
- Guvernul Nicolae Golescu
- Guvernul Ștefan Golescu

## Sursă
- Stelian Neagoe - "Istoria guvernelor României de la începuturi - 1859 până în zilele noastre - 1995" (Ed. Machiavelli, București, 1995)

| Precedat(ă) de: Guvernul Ștefan Golescu | Guvernul Nicolae Golescu 1 mai - 15 noiembrie 1868 | Succedat(ă) de: Guvernul Dimitrie Ghica |